# Cartoixa d'Aracristi
La Cartoixa d'Aracristi, també Ara Christi i la Nostra Senyora d'Ara Christi, és un monestir cartoixà fundat el 1272 a la planura que s'estén cap a ponent entre els dos turons que acullen el nucli urbà del Puig i les suaus pendents de la Serra Calderona, a l'Horta Nord, País Valencià.

## Història
La història d'Aracristi comença el 2 de novembre de 1582 quan Elena Roig, viuda del cavaller de València Gaspar Artés, davant el notari Jaume Cristòfol Ferrer i dels preveres de València, Pere Marco, Marc Didago i Maties Rene, manifesta trobar-se indisposta, però amb bon seny i paraula i, alhora que revoca i anul·la tots els testaments, codicils i altres darreres voluntats fetes abans, i redacta el seu últim testament segons el seu desig, testament que és la causa de la construcció de la nova cartoixa.
De trenta clàusules que en total tenia el testament, destaca per la seua futura transcendència la segona i la quinzena. Aquestes fan referència al lloc triat per a la seua sepultura (junt amb la del seu germà) a la cartoixa de Valldecrist, a més llega a l'esmentat cenobi l'alqueria situada prop del Puig, anomenada vulgarment de mossén Roig, que inclou totes les terres i un molí fariner, a més de les pertinences que allí s'hi troben.
Elena Roig, filla de Tomàs Roig i germana de Cristòfol i Joaquim Roig, sembla que venia d'una família acomodada de la ciutat de València. Segurament quan fa el testament els seus parents directes (pares, germans i espòs amb qui no havia tingut descendència) ja havien mort, acumulant Elena tots els seus béns. Aquesta veient que el seu traspàs estava pròxim pensà a deixar la seua gran herència a la resta de família, personal de servei, religiosos, parròquies, convents, etc., tot exposat minuciosament a les clàusules del testament. De totes maneres, la donació de l'alqueria a Valldecrist és la particularitat que més destaca, així com les condicions imposades per la testadora i l'ordre de prioritats a l'hora d'heretar la hisenda en cas de renúncia dels cartoixans.
Tot indica que Elena Roig tenia una vinculació especial amb aquests monjos, suposadament per influència del seu germà Cristòfol, que era inquisidor apostòlic a Saragossa i cabiscol de la catedral de València.
Però l'heretat mai no passà als frares, ni la pietosa dama va ser soterrada a la cartoixa d'Altura, perquè el 19 d'agost de 1584, davant el notari de València Joan Miquel feu un codicil al testament, que afectava a aquestes dues clàusules: 
"Primerament revoque la clàusula o clàusules que en lo testament que yo tinch fet e rebut per Jaume Cristòfol Ferrer, notari de València, té en son poder, dich la clàusula del llegat que de la mia alqueria feya al convent de Valldechrist, axí de dita alqueria com de soterrament que està en dit testament. És ma voluntat que sobri dit llegat de l'alqueria, que direm per nom Nostra Señora de Arachristi, sia fundada casa de cartuxos perquè allí sia fundat monestir que se alabe lo nom de Nostre Señor Déu per a tots los temps. Més és ma voluntat que los pares que la fundara dita casa de Nostra Señora de Arachristi no sien subiectes a ningun convent de dita cartoxa. Més és ma voluntat que dita alqueria la poseheixquen en tots aquells càrrechs que la dexava en lo meu testament ya dit, rebut per Jaume Christòfol Ferrer, com per lo més llargament se dirà. Més és ma voluntat que si al temps de la mia mort esta casa no estara en lo aparell ques pogués fer, fos portat lo meu cos y acomanat en Sant Agostí, en la mia capellade sant Pere, fins que en dit monestir de Nostra Señora de Arachristi se puga portar, lo qual supplique molt a mos marmesors que estan en dit testament, rebut per lo sobredit noatri, es donen tota la presa possible"
Suposadament, aquesta dama de profunda religiositat estaria relacionada estretament amb alguns dels personatges que apareixen de manera freqüent a la documentació i bibliografia referits a la fundació, contactes que influirien en els canvis qualitatius del testament. Aquest cercle d'amistats el formarien l'ermità Pere Muñoz, el franciscà Jaume Sachis, el dominic fra Doménec Anadón o el jesuïta Martí Alberro, entre d'altres, i influïrien l'ànim de Cristòfol, el seu germà, a l'hora de suggerir en el seu últim testament la cessió de les propietats a Valldecrist, i especialment d'Elena Roig, a l'hora de respectar la possible idea del religiós i després canviar de parer.
Sobretot foren els consells del jesuïta i confessor de la testadora, expressats en forma de somnis, i també la persuasió de la seua amiga Isabel Joan Amigó (germana del futur prior d'Aracristi, fra Joaquim Amigó), els que capgiraren el desig original d'Elena, partidària després de fer donació d'aquests béns a una nova fundació, Nostra Senyora d'Ara Christi. De l'últim codicil citat a dalt es desprèn que encara que no entraria en vigor fins després de la seua mort (que finalment ocorregué l'1 d'abril de 1585), que la voluntat del llegat ja era coneguda pels monjos, quan aquests s'encarreguen de sol·licitar a les autoritats les llicències per a la fundació del nou monestir.
Finalment, el 7 d'abril de 1585 fra Sanxo Anyó, fra Joaquim Amigó i fra Miquel de Vera (primer prior) prenen possessió de la hisenda davant el notari de València Joan Miquel. Aquest acte quedà refrendat pel capítol General de l'Orde el mateix any, un any després, el 20 d'abril de 1586 ho feia l'arquebisbe Joan de Ribera.
A partir d'aleshores comença la vida del nou monestir, no sense complicacions, ja que la falta d'aportacions econòmiques (que possibilitaren estabilitat i creixement de la cartoixa) i la precarietat de les instal·lacions va provocar un període larg de penúries per als monjos. Aquesta situació canvià amb els rectorats de fra Pere Mateo (1600-1611) i sobretot de fra Francesc Almenar (1615-1624). El primer va rebre la considerable herència del bisbe d'Urgell, i antic cartoixà, Andreu Capella, amb què s'adirien les possessions que els germans Lledó tenien enfront del cenobi; i també les generoses donacions del notari Marc Antoni Bernich, amb les quals es construí una part del claustre primitiu. El segon va escometre la planificació i construcció d'un nou monestir, seguint bàsicament el traçat de la cartoixa saragossana d'Auladei, lloc d'on venia Almenar.
A instàncies d'aquesta decisió es convocaren, entre 1619 i 1621, als mestres d'obra Francesc Català, fra Antoni Ortiz, Tomàs Panes, Valer Panes, mossèn Guillem Roca, fra Pere Ruimonte i a l'arquitecte carmelità Gaspar de Sant Martí, perquè traçaren un nou monestir. Després de les pertinents deliberacions, s'iniciaren les obres, començant per l'església el 6 de febrer de 1621, la primera pedra, però, es posà el 4 de març següent.
A partir d'aleshores i superant dificultats, anà completant-se la fàbrica a poc a poc, arribant fins avançada la segona meitat del segle xvii. Aquesta obra es convertí en una de les més singulars de l'arquitectura religiosa valenciana en l'equador de la centúria en assimilar un ampli repertori constructiu i innovador programa ornamental, reflex dels avanços experimentats per les tècniques i usos edilicis del període.
La vida a la cartoixa d'Aracristi anà transcorrent tranquil·lament, amb excepcions com la Guerra de Successió, on els cartoixans s'alinearen al bàndol austriacista, o la creació de la Congregación Nacional de las Cartujas Españolas, que suposava la separació de l'obediència a la Grande Chartreuse de Grenoble, fets que succeïren durant el segle xviii.
El segle següent començà amb la primera exclaustració, deguda a la guerra del Francès. Una altra durant el govern del Trienni Liberal i l'última i definitiva provocada per la desamortització de Mendizabal de 1835.
Des de l'any 1999 s'ha mamprès la recuperació de la cartoixa per iniciativa privada, després d'anys d'oblit i desídia, si bé els usos que si li ha donat a l'edifici i algunes restauracions no han estat exemptes de polèmica. En l'actualitat, la cartoixa és de propietat privada (de l'empresa immobiliària Grupo Ciudadela). Aquesta empresa utilitza el monestir com a complex hoteler, esportiu i d'oci.

## Arquitectura

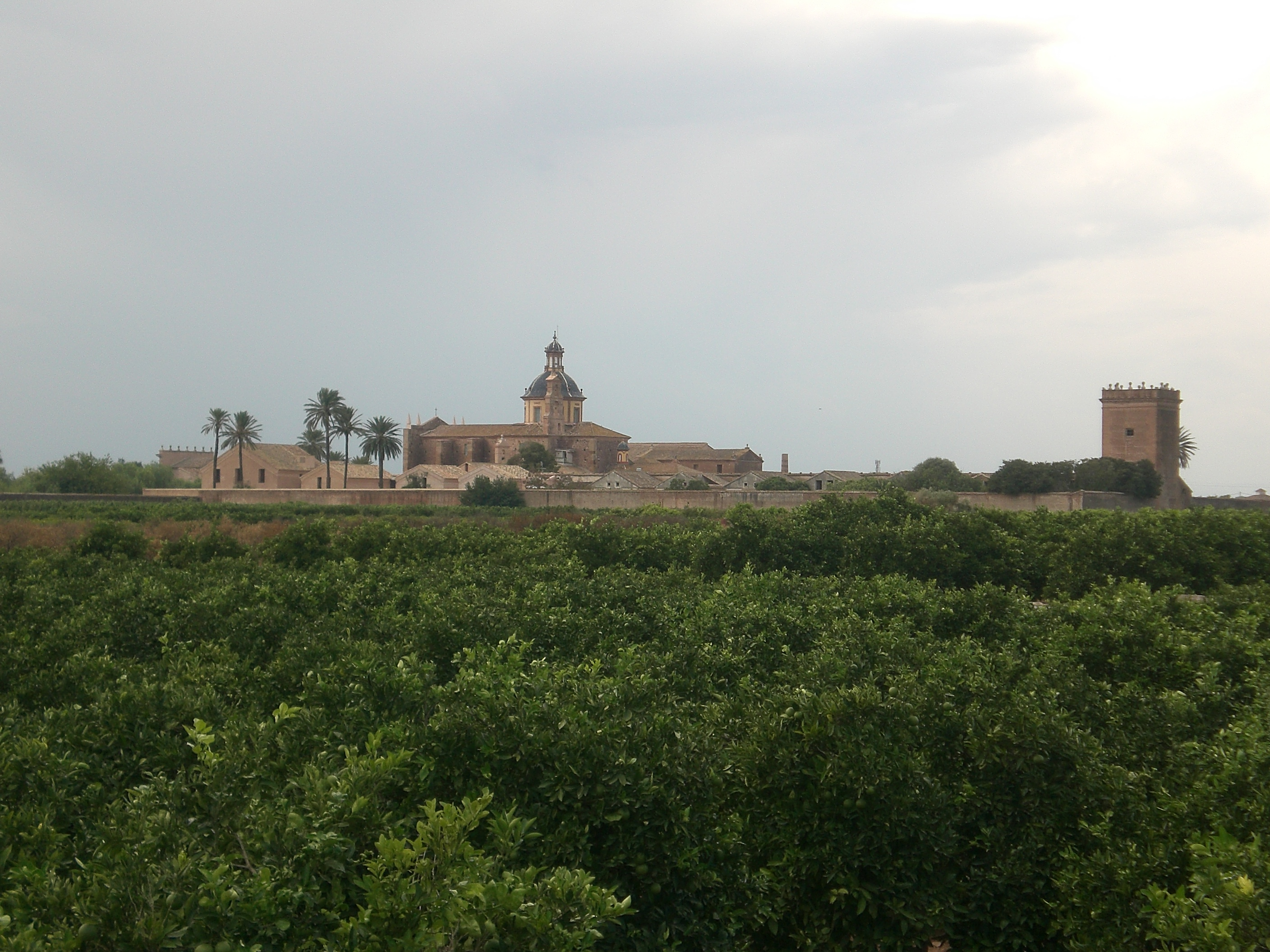
Vista exterior de la cartoixa

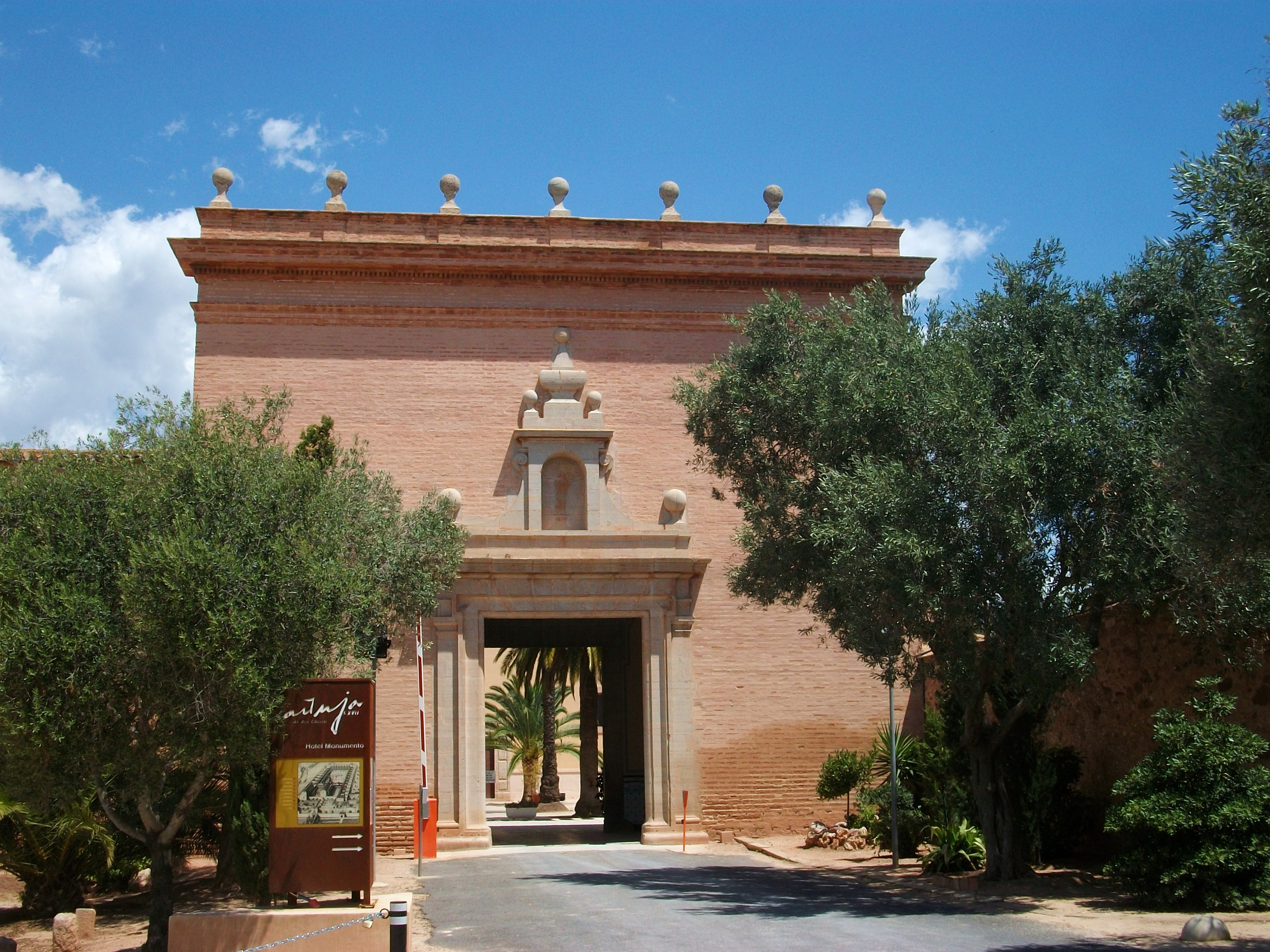
Porteria

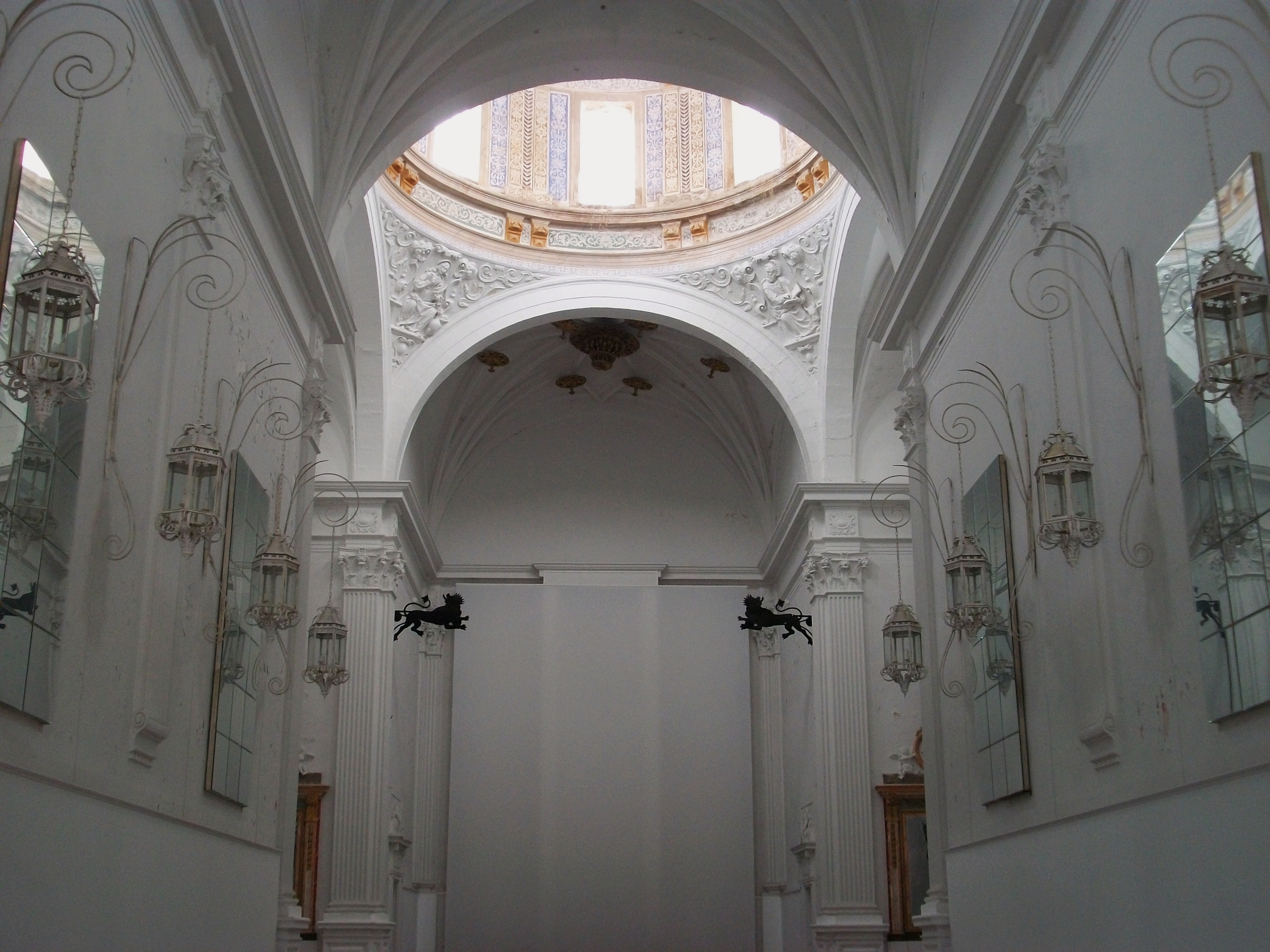
Interior de l'església

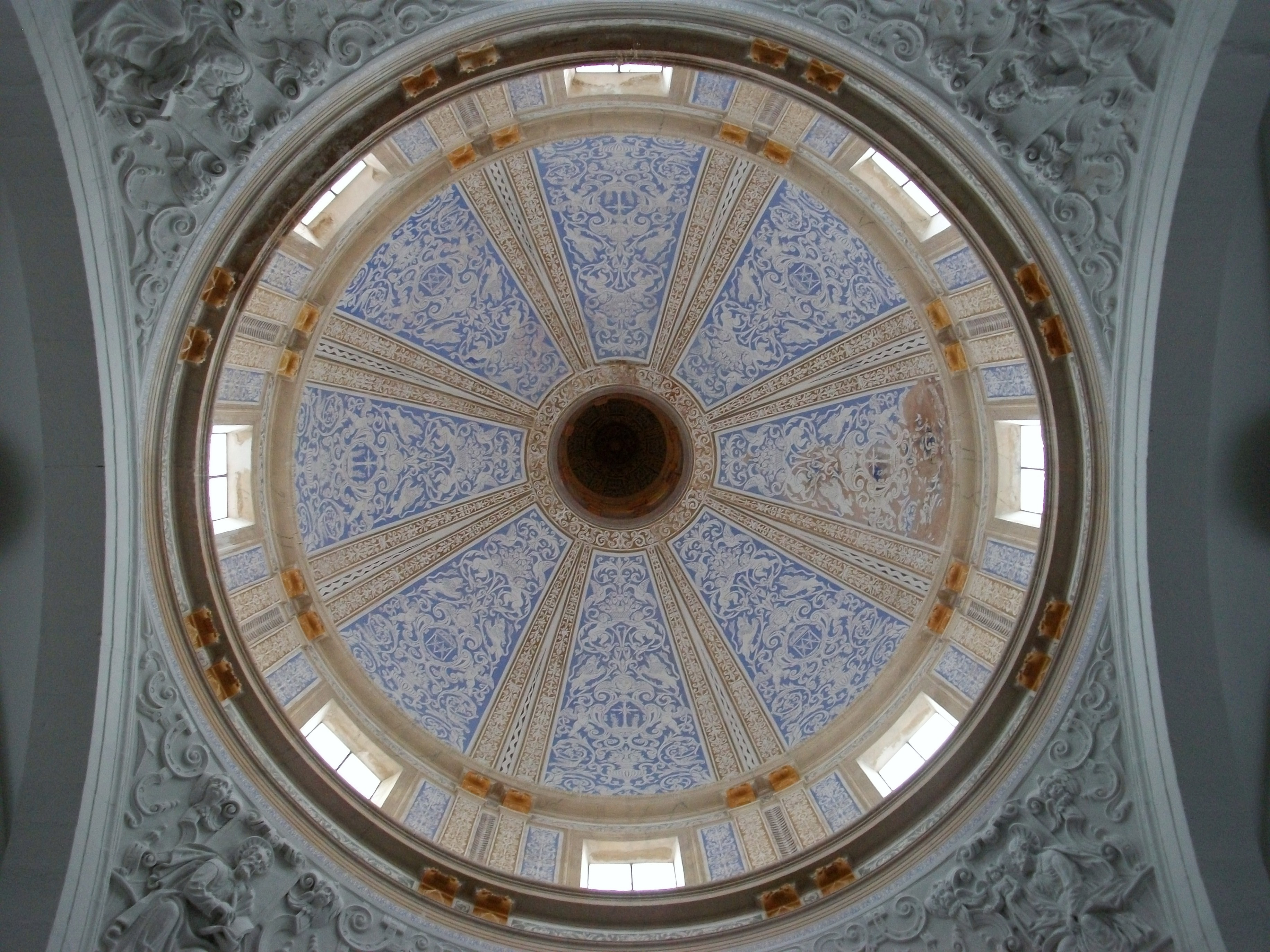
Cúpula de l'església

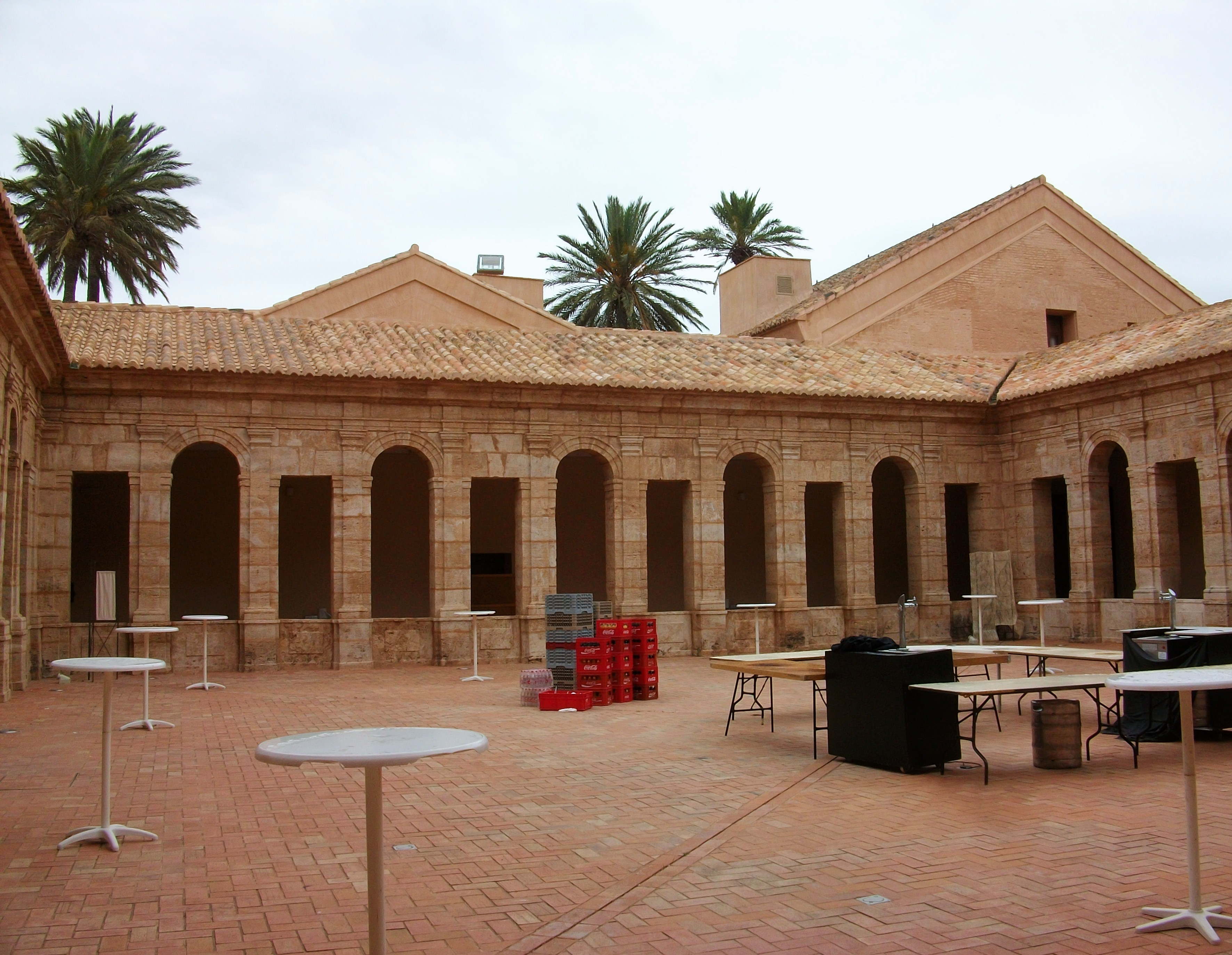
Claustre de llevant

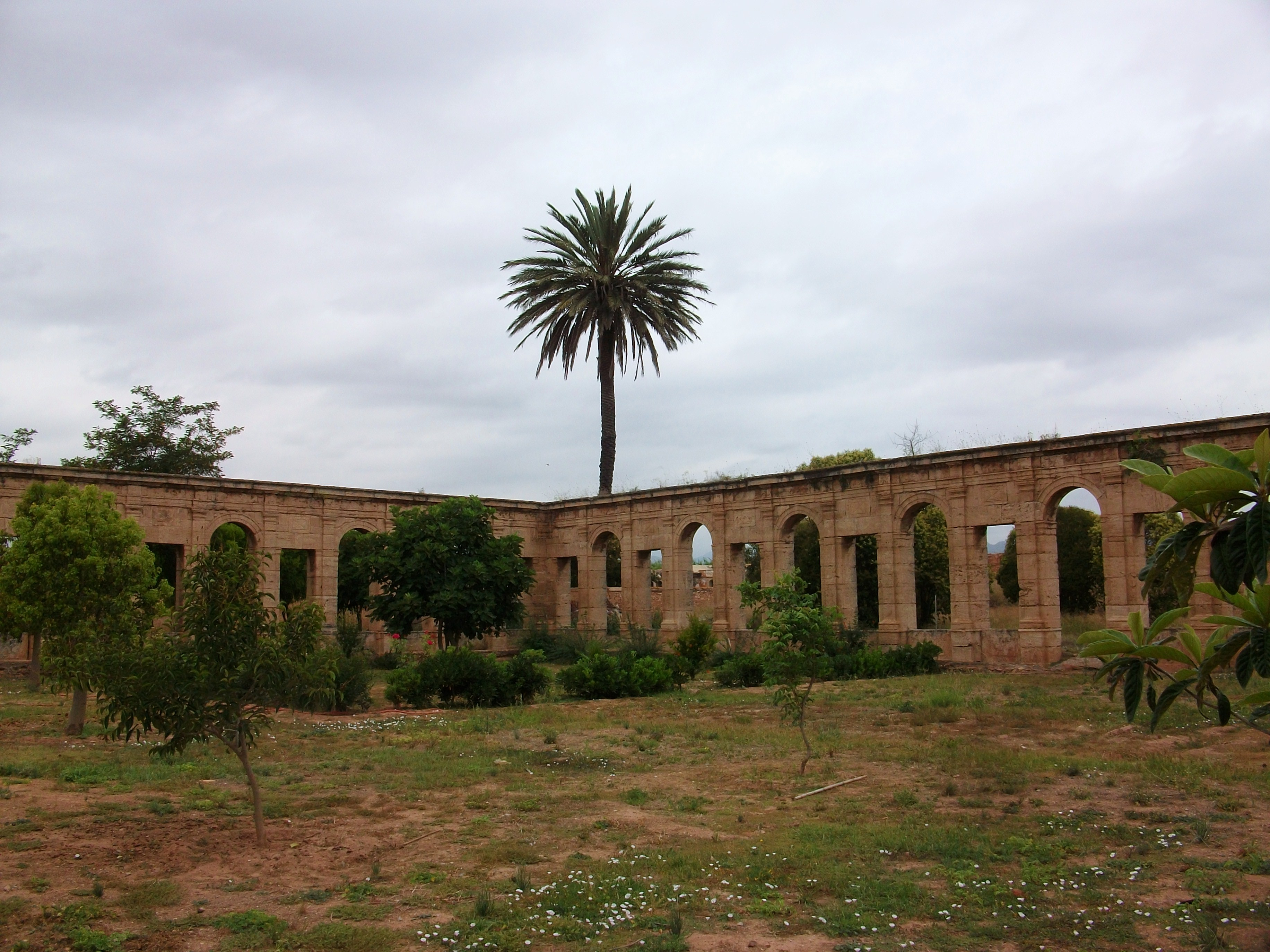
Claustre major

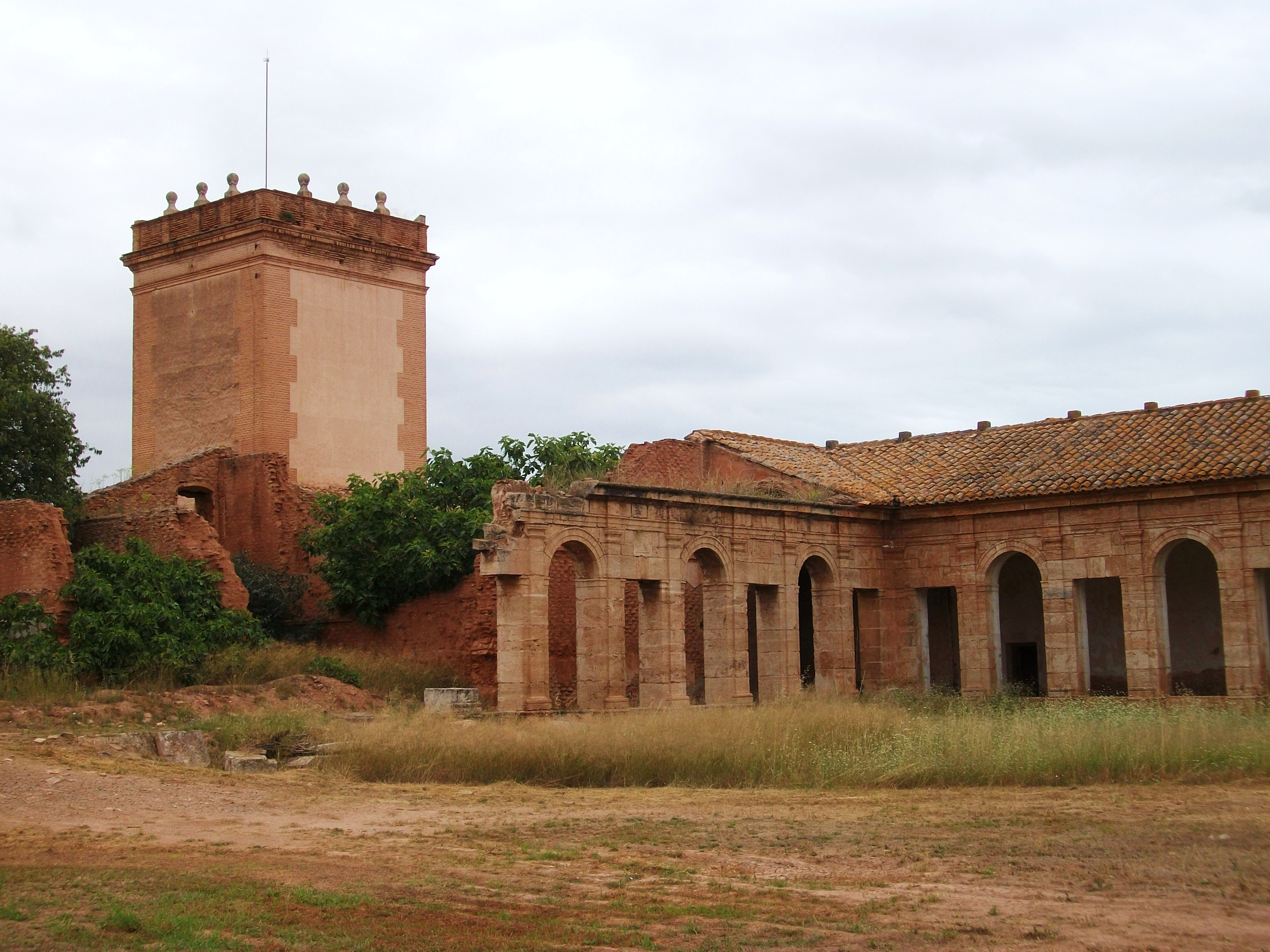
Torre del claustre major

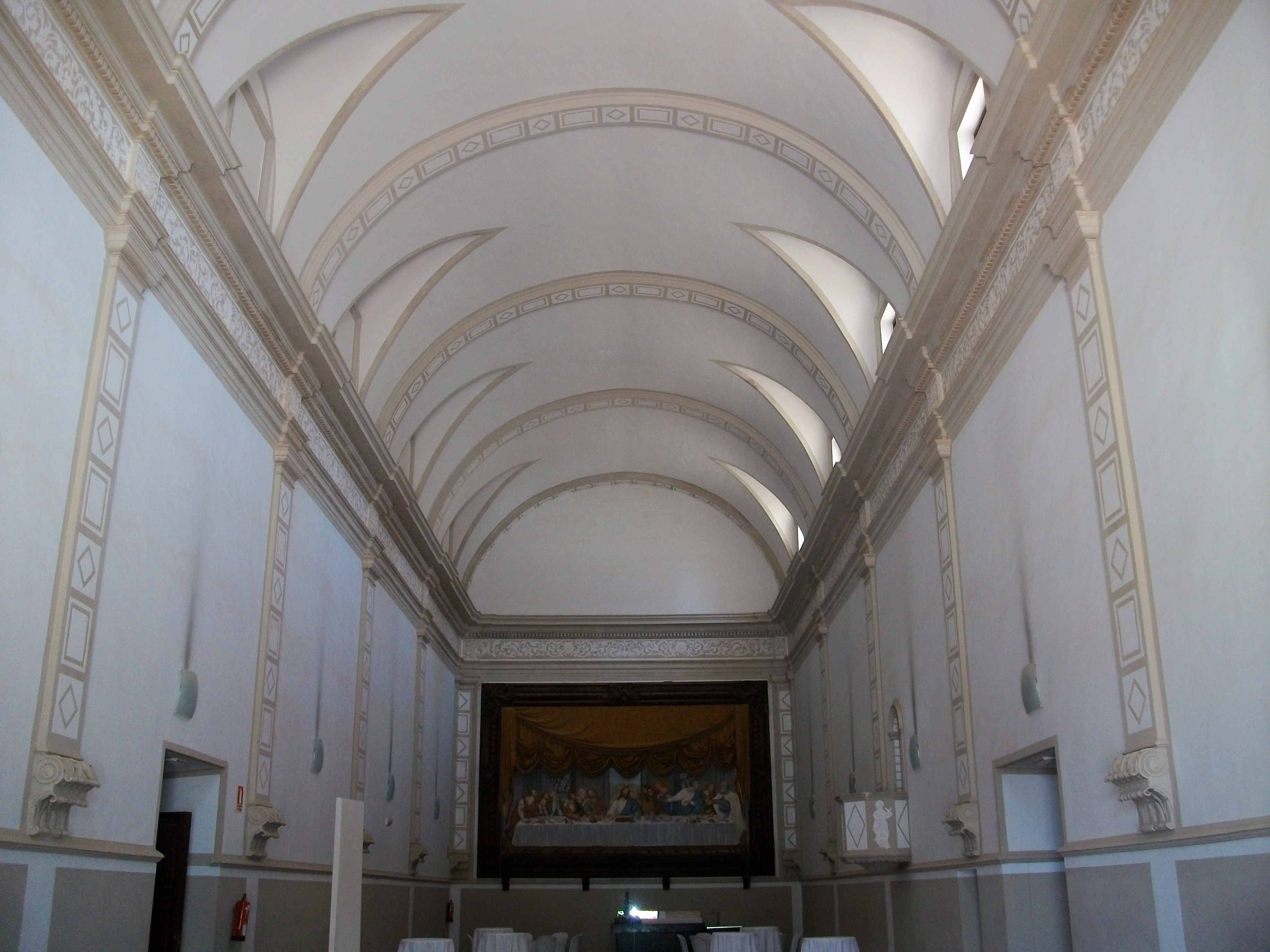
Refectori

Durant els primers anys de vida d'Aracristi la precarietat econòmica, l'herència de la fundadora no incloïa cap renda per al manteniment del cenobi i, per tant, l'activitat constructiva escassa, però no nul·la. El 1588 es té constància de treballs a l'església per Joan Casaña. El 1608 s'amplia el recinte amb la compra de terres als germans Lledó i el 1611 comença l'alçament de tàpies i la porteria, així com la construcció d'un claustret nou, hi participaren en aquestes construccions Francesc Años, Pere Conde, Pere Della, fra Antoni Ortiz, Tomàs Panes, Joan Sales o Francesc Sayas entre d'altres.
Però, el període més important per a Aracristi fou el de 1619-1621, temps en què es planifica exprofessor un nou monestir, basat en el traça de la cartoixa d'Aula Dei, propera a Saragossa i construïda entre 1564-67 bàsicament per la voluntat de Ferran d'Aragó. Amb el traçat de Sanmartí, després que els plànols del cartoixà Ruimonte foren reprovats, traslladat a una maqueta de fusta per Joan Baptista Vergara, les obres ja no s'aturaran fins a l'acabament complet de la cartoixa cap a finals del segle xvii.
Del complex monacal destaquen pel seu valor arquitectònic i la seua transcendència artística les següents dependències:
- Porteria: després de recórrer un camí flanquejat d'oliveres, abans hi havia xiprers, s'hi arriba a la porteria. Es compon d'un habitacle de dues crugies amb les corresponents voltes d'aresta, pertanyents a distints períodes. La primera (ca. 1724-1733) és obra del pedrapiquer Josep Montana i correspon a la façana i a la portada principal, el cos següent és anterior (1611-1612) i està precedit per una altra portada, obra de Pere Conde, Antoni Ortiz i Tomàs Panes.

La seua façana es compon d'un frontis de rajola vista, rematada en la cornis amb boles de pedra d'inspiració hererriana, a més d'un portal sense ornamentació de línies molt austeres en els seus dos cossos. Passada aquesta porta apareix una àmplia volta d'aresta que anticipa l'antiga porteria, és una sòbria i esvelta composició de pedra d'arrel vignolesca rematada amb boles i un nínxol en forma de petxina que dona pas a una altra volta d'aresta més modesta.
Al voltant de la porteria s'organitzen una sèrie de dependències auxiliars distribuïdes en una contrafaçana de composició senzilla que dona accés a un pati espaiós, a partir del qual es desenvolupa el recinte eremitisme-cenobític pròpiament dit.
D'aquest pati destaquen la cel·la prioral a la cantonada dreta, l'imponent refectori a l'esquerra i l'església a l'eix central.
- Església: la seua façana és molt severa, rematada amb pinacles. Té una portada cassetonada molt estilitzada rematada per un nínxol (que no sembla original) i tres finestres per a la il·luminació interior del temple. S'estructura en tres trams, creuer rematat per una cúpula i la capçalera.

La nau central es cobreix per quatre voltes de creueria estrellada i dues simples, on existeixen vint-i-quatre claus de fusta daurades i policromades cap al 1625 per l'escultor aragonès Joan Miquel Orliens, i que se superposen a les claus de pedra. Cada tram de volta queda emmarcat per pilastres corínties coronades per fines cartel·les en el fris, sobres les quals descansa un senzill arquitrau. Han desaparegut els cors dels conventuals i l'altar major, conservant-se la pigmentació original dels paraments.
Com és habitual als monestirs cartoixans les sis capelles laterals estan separades de l'església, i estan unides simètricament entre si per la perforació dels robustos contraforts. Denoten l'estil acadèmic en la seua configuració.
Una espadanya austera de rajola, construïda entre 1639 i 1640, s'alça a la part est del creuer.
Un altre element destacable de l'església és la seua cúpula, sent una de les primeres cúpules extradosades construïdes a terres hispanes des de la del monestir de l'Escorial, consta que l'any 1631 ja estava finalitzada. Està sustentada per quatre petxines esculpides amb els evangelistes damunt dels quals se situa el tambor, l'intradós de la calota i la llanterna, tot decorat amb els esgrafiats policroms, els més antics i millors que s'han datat en terres valencianes (ca. 1642).
A la capçalera i al transsepte hi ha quatre portes que donen pas al rere-altar i als dos claustres. És en aquesta peça capital de la cartoixa on hi participaren alguns dels artífexs més qualificats de l'època, destacant Andreu Artic, Antoni Badenes, Marc Bonos, Francesc Català, Joan Claramunt, P.Boix, Bertomeu Fontanilla, Urbà Fos, Esteve Gramalles, R. Herrero del Real, Tomàs Mellado, fra Antoni Ortiz, Miquel Oviedo, Francesc Padilla, Tomàs Panes, Jaume Rebull, Doménec Redolat, mossén Guillem Roca, Joan B. Tormo, Antoni Torrera, Joan B. Vergara o Joan Vidal.
- Claustret de llevant: s'hi accedeix per la porta del costat de l'Evangeli. Està construït amb pedra de Godella, com els altres claustres, sent obra de Pere Azebedo i Antoni Miró. S'estructura en quatre galeries que repeteixen la disposició clàssica interpretada per Serlio d'arcades entre llindes, que venen a confirmar l'ús d'una arquitectura austera i desornamentada al monestir. Només amb l'erecció de les pilastres dòriques en els estreps dels arcs, així com la motlluració de les dovelles, l'arquitrau, el fris i la cornisa li donen cert contrast alhora que una plasticitat externa. Al voltant d'aquest espai s'organitzen diverses estances:

- Capella mortuòria: és un espai petit (6,12 x 1,96 m.) rematat per un cupulí cegat a l'exterior, abillat de selectes esgrafiats i guixeries classicitzants i pigmentació bicolor a base de blanc i marró.

- Capelles bessones: consagrades a la Mare de Déu del Pilar i a Sant Josep, amb unes dimensions de 8,17 x 6,65 m. cadascuna. La traça és de Martí d'Orinda, participant en la construcció Marc Bonos, P. Foix, i Pau i Joan B. Tormo entre d'altres. Aquestes dues capelles conserven voltes esquifades ressaltades per faixes motllurades que en la seua intersecció presenten belles i imponents petxines clàssiques, a més d'un fris corregut i un arquitrau lleugerament denticulat, tot descansant sobre pilastres dòriques acanalades, repetint la disposició de Serlio d'arc entre llinda.

- Cel·la prioral: s'hi accedeix pel claustre de llevant i per un carrer emparrat que forma part de la façana principal, on està situada una portada rematada per un escut d'heràldica borbònica a l'anvers i un retrat en relleu de la fundadora al seu revers. Junt amb la costanera, va ser la primera cel·la que es construí de nova planta, 1630, per tant tenen unes superiors bastant més grans que les construïdes després, a partir de 1633 i ja prenent com a model les homònimes de Valldecrist. Es divideix amb dues plantes diàfanes, connectades per una escaleta interna, i mostren una decoració elegant i acadèmica amb tonalitats blanquiblaves. Decoració deguda, molt probablement, als mateixos artífexs de la renovació de les capelles laterals de l'església i de l'aula capitular.

D'ací i cap al nord s'arriba al,
- Claustre major: aquest gran claustre serví d'inspiració per als dos més menuts dels laterals de l'església, i és obra de Tomàs Mellado i del seu gendre Gaspar Sancho. S'han perdut parcialment dos corredors, cosa que no li lleva prestància a la seua arquitectura en conservar-se un alt percentatge de l'obra pètria. Des del 30 de març de l'any 1640 s'utilitzà com a cementeri.

- Cel·les: seguint el vèrtex nord-oriental del claustre major trobem dos dels escassos exemples de cel·les originals. Fetes a partir de 1633 s'inspiraren en les de la cartoixa de Valldecrist, traçades per Martí d'Orinda i fra Gaspar de Sant Martí, amb el vistiplau de fra Antoni Ortiz i la participació d'Antoni Badenes, Pallarès, Pau, Jaume Rebull, Domènec Redolat, mossèn Guillem Roca, Gaspar Sancho i Joan B. Vergara.

- Torre: parella d'una altra idèntica que s'alçava l'ala nord-occidental i avui desapareguda, aquesta torre té tres plantes combinant còmodes escales de tres trams als pisos inferiors amb una escaleta de caragol que comunica amb el terrat. Feta sòlidament amb utilització de rajola vista als cantons dibuixants perfils denticulats i enlluïda en tonalitats ocres. Es remata amb una cornisa coronada per boles i piràmides d'arrel escorialenca, en la línia de les construccions coetànies com el Monestir del Puig, del Col·legi del Corpus Christi o Sant Miquel dels Reis a València.

Seguint el recorregut del claustre es troba:
- Reraltar: també dit transagrari, se situa a l'espatla de la capella major de l'església i és independent d'aquest. Té 4,85 x 4,55 m sobre els quals s'alça una cúpula sobre petxines, sense tambor i amb llanterna. Està totalment decorada amb esgrafiats bícroms de llenguatge renaixentista que incideixen en el seu marcat caràcter eucarístic. Se sap que hi treballaren Rafael Mallorquí, Martí d'Orinda, Pallarés, Jaume Rebull i Joan B. Tormo. Ací és on està soterrada la fundadora de la cartoixa, Elena Roig, des de 1656.

- Sagristia: ubicada al costat de l'habitació anterior, annexa a la capçalera de l'església pel costat de l'Epístola i s'hi pot accedir des del claustre major o des del claustre de ponent (a través d'un vestíbul). És una construcció excepcionalment espaiosa, 8 x 17,55 m., organitzada en tres trams coberts per voltes bufades decorades amb motius geomètrics de regust clàssic i sustentades per pilastres fasciculades i un entaulament discret. Els autors foren Antoni Badenes, Agustí Cuevas, Pere Joan Espasa, Vicent Gazo, Antoni Miró, fra Antoni Ortiz, Bernat Ribaulo, mossèn Guillem Roca, Francesc Sayas, Joan B. Tormo i Guillem Vila. Al mateix temps la sagristia comunica amb:

- Claustret de ponent: aquest és simètric al de llevant, amb una disposició i dimensions idèntiques. va ser l'últim claustre en construir-se i hi intervenien Pere Do, Esteve Gramalles, Joan Guillem, Pere Leonart Esteve i Domènec Redolat. A partir d'ell es distribueixen altres dependències cartoixanes com:

- Locutori: és una construcció molt allargada (18,15 x 39,22 m.) que es remata amb una cúpula sobre petxines sense tambor ni llanterna. Un banc corregut recorre les parets, es cobreix amb volta de canó, hi ha cartel·les flanquejant la cúpula, el tester de la sala és en quart d'esfera sustentada en dues trompes en forma de petxina, i té una porta de fusta tallada a l'entrada. Al seu costat s'obri una altra porta de fusta ricament motllurada, que recorda a les de la Casa Professa de la Companyia a València, i que dona pas a:

- Capella de Santa Anna: és un espai rectangular, mesura 7,48 x 6,70 m., cobert amb una cúpula rebaixada sense tambor sobre petxines. Tota la capella, menys el sòcol (que abans es cobria de rajoletes) i l'altar d'escaiola policroma, està recoberta amb esgrafiats, fets envers el 1674, produint un efecte d'horror vacui. Paret mitgera amb aquesta capella es troba la:

- Aula capitular: és un gran espai rectangular (21 x 8 m.) de quatre trames cobertes per una volta tabicada amb llunetes, al qual s'hi accedeix per una porta semblant a la de la capella veïna. Presentava un sòcol de taulelleria, desaparegut, sobre el qual arranquen pilastres cotinties a base de plaques que descansen sobre mènsules. Dues faixes d'esgrafiats, una més ampla sobre el sòcol i una altra més estreta sobre el fris i un arquitrau destacat i denticulat proporcionen continuïtat a l'espai, que només s'interromp a l'altar que és obra de final del set-cents. La capçalera de l'aula capitular es remata amb columnes i pilastres corinties que la divideixen en tres aprts, on hi ha tres nínxols (dos laterals on estarien sants cartoixans, Sant Bru i Hug de Lincoln, i el central més gran i buit, on pogué estar la Immaculada), i una poderosa llinda finament treballada sobre la qual apareix una mutilada representació escultòrica de la Trinitat.

- Refectori: en el corredor de ponent del claustre de ponent s'ubica aquesta construcció, una de les més imponents del conjunt. Fou edificat per un nombrós equip de manobres i tallistes, a les ordres de Joan Guillem, Doménec Redolat i Gaspar Sancho. Aquestos construïren un gran espai (32 x 8,26 m.) amb sis trams, volta tabicada amb llunetes, pilastres dòriques (amb els daus decorats per motius geomètrics) sostingudes per mitjà de mènsules, fris amb esgrafiats bícroms de 1678 i un arquitrau denticulat que queda rematat per la testera per un Sant Sopar d'inspiració leonardiana, emmarcat en un magnífic marc de fusta, segurament eixit de les mateixes mans que treballaren les portes artístiques que hem mencionat abans.

El refetor té accés directe a la conreria primitiva o casa de baix (terreny ampli per on passava, fins al 1611, el camí que conduïa al Puig, i de la qual han desaparegut la majoria d'edificis rurals necessaris per al sosteniment dels monjos, de la mateixa manera que el primitiu cenobi i l'hostatgeria.